# YouTube Music
YouTube Music (communément abrégé en YT Music) est une plateforme de service de streaming audio, développée par YouTube, une filiale de Google. Il fournit une interface sur mesure pour le service orienté vers le streaming de musique en continu, permettant aux utilisateurs de parcourir des vidéos de musique sur YouTube en fonction des genres, des listes de lecture et des recommandations.
Le service propose également un niveau, qui permet une lecture sans publicité, une lecture en arrière-plan uniquement audio et le téléchargement de chansons pour une lecture hors connexion. Ces avantages sont également offerts aux abonnés de Google Play Musique et de YouTube Premium.
Le service a finalement remplacé Google Play Musique en tant que service principal de Google pour le streaming et l'achat de musique.

## Historique
YouTube Music a été dévoilé en octobre 2015 et publiée le mois suivant. Sa sortie est intervenue parallèlement au dévoilement de YouTube Premium (précédemment connu sous le nom de YouTube Red), un service d'abonnement plus étendu qui couvre l'intégralité de la plate-forme YouTube, y compris le service de streaming audio YouTube Music. Bien que redondante avec le service d'abonnement Google Play Musique existant de Google, l'application est conçue pour les utilisateurs qui consomment principalement de la musique sur YouTube,
Le 17 mai 2018, YouTube a annoncé une nouvelle version de YouTube Music, comprenant un lecteur de bureau Web et une application mobile repensée, des recommandations plus dynamiques basées sur divers facteurs et l'utilisation de la technologie d'intelligence artificielle de Google pour rechercher des chansons à partir de paroles et des descriptions. De plus, YouTube Music est devenu un service d’abonnement distinct (positionné comme un concurrent plus direct d’Apple Music, de Spotify et de Deezer, offrant une diffusion en continu sans publicité et en arrière-plan (audio uniquement), ainsi que le téléchargement pour la lecture hors connexion de contenu musical sur YouTube. Les avantages du service continueront à être disponibles dans le cadre du service existant YouTube Premium (anciennement YouTube Red) et aux abonnés de Google Play Musique. L'abonnement YouTube Music est facturé 9,99 € par mois comme ses concurrents. Le prix de YouTube Premium a été simultanément augmenté à 11,99 € pour les nouveaux abonnés,.
En 2018, YouTube Music a conclu de nombreux accords de sponsoring avec Dick Clark Productions afin de servir de partenaire à ses émissions télévisées spéciales Dick Clark's New Year's Rockin' Eve et aux American Music Awards,.
Le 18 avril 2019, YouTube Music devient disponible sur les enceintes connectées disposant de l'Assistant Google (y compris les enceintes Google Nest), avec une lecture limitée par la publicité disponible pour les non-abonnés dans un nombre limité de pays seulement.
À partir du 23 septembre 2023, en France, l'abonnement YouTube Music connaît une hausse d'1 € : il passe donc de 9,99 euros à 10,99 euros.

## Caractéristiques
La disponibilité de la musique s'étend à toute vidéo classée comme musique sur le service YouTube.
YouTube Music fonctionnait initialement en parallèle avec Google Play Musique, mais ce dernier a été complètement fermé en octobre 2020. Le chef de produit Elias Roman a déclaré en 2018 qu'il visait à atteindre la parité des fonctionnalités avec Google Play Music avant de migrer les utilisateurs vers celui-ci.
En septembre 2019, YouTube Music a remplacé Google Play Musique dans l'ensemble principal de Google Mobile Services distribué sur les nouveaux appareils Android, En mai 2020, une mise à jour a été publiée pour permettre les importations à partir de Google Play Musique, y compris la musique achetée, les listes de lecture, les bibliothèques cloud et les recommandations. Le service contient toujours des régressions sur Google Play Musique, y compris aucune fonctionnalité de magasin de musique en ligne.

### Abonnements
Les abonnés YouTube Music Premium peuvent profiter de vidéos sans publicité, une lecture en arrière plan en mode audio uniquement, la possibilité de télécharger des contenus pour pouvoir ensuite les écouter sans connexion et d'écouter leur musique sur des appareils Google Home et Chromecast Audio. La version Premium lit les pistes officielles de l'album, sauf si l'utilisateur recherche la version du clip vidéo. La version gratuite n'autorise pas le mode audio uniquement avec lecture en arrière-plan car il affiche des publicités vidéo. En novembre 2020, la disponibilité de l'abonnement est disponible dans 95 pays.

## Fonctionnalités

Logo alternatif de YouTube Music

Le service YouTube Music est accessible via une application mobile et un site web.
Les abonnés YouTube Music Premium peuvent passer en mode audio uniquement, qui peut être lu en arrière-plan lorsque l'application n'est pas utilisée.
YouTube Music fonctionnera dans un premier temps en parallèle de Google Play Musique, mais le responsable produit, Elias Roman, a déclaré que les utilisateurs de Google Play Musique migreraient éventuellement vers YouTube Music une fois la parité atteinte. T. Jay Fowler, responsable produit de YouTube Music, a déclaré que les collections, les listes de lecture et les préférences seraient migrées.